# Capitan Kidd
Capitan Kidd (Captain Kidd) è un film del 1945 diretto da Rowland V. Lee.